# Achille Fagioli
Achille Fagioli (Cerea, 17 marzo 1843 – Verona, 10 dicembre 1896) è stato un politico italiano.

## Biografia
Avvocato di professione, venne eletto alla Camera del Regno d'Italia dalla XV legislatura, morendo in carica durante la XIX.